# Aghu
Aghu, ook wel bekend als Awyu (Awju) of Djair (Dyair, Jair, Yair) is een Papoeataal, die wordt gesproken in Indonesië. De taal wordt gesproken door ongeveer 3000 mensen. De taal stamt af van de taal Awyu–Dumut.

## Biografie
- Drabbe, P. (1957). Spraakkunst van het Aghu-dialect van de Awju-taal. M. Nijhoff, Den Haag.
- Voorhoeve, C. L. (1980). Languages of Irian Jaya, Checklist: Preliminary Classification, Language Maps, Wordlists. Pacific Linguistics, Canberra [1975], 28, 98. Gearchiveerd op 9 november 2021.